# Cakewalk de BandLab
Cakewalk de BandLab es un paquete completo de software de estación de trabajo de audio digital con todas las funciones para composición, grabación, arreglos, edición, mezcla y masterización de audio y MIDI. Está desarrollado y publicado bajo un modelo de licencia de suscripción gratuita por BandLab Technologies de Singapur para la plataforma Microsoft Windows.

## Linaje
Sonar fue el último producto estrella de Cakewalk, Inc. de Boston, MA. Después de 30 años de funcionamiento, Cakewalk, Inc. fue disuelta en noviembre de 2017 por su empresa matriz, Gibson Brands. En ese momento, Gibson cesó todo el desarrollo y el soporte del software Cakewalk y solo los servidores del foro de licencias y soporte continuaron funcionando.
En febrero de 2018, BandLab Technologies anunció que había comprado toda la propiedad intelectual de Cakewalk, Inc. y algunos de sus activos. El objetivo declarado de BandLab era el desarrollo continuo del producto insignia de la antigua compañía, Sonar (renombrado como Cakewalk por BandLab) como parte de su cartera de software gratuito para estaciones de trabajo de audio digital. BandLab continúa manteniendo los antiguos servidores de licencias de Cakewalk, Inc. como cortesía a los propietarios de productos heredados.

## Historia
Además de adquirir la propiedad intelectual de Cakewalk, Inc., BandLab también contrató al ex CTO Noel Borthwick y al ingeniero de software sénior Ben Staton (entre otros ex empleados de Cakewalk) para continuar con el desarrollo del código.
El Cakewalk actual de BandLab desciende directamente del código base de Sonar adquirido por BandLab.
El primer lanzamiento de Cakewalk de BandLab fue el 4 de abril de 2018 y se limitó a las correcciones de errores planificadas para Sonar, así como a los cambios de arte y de cuerdas para reflejar el cambio de nombre de SONAR a Cakewalk de BandLab. Le siguieron correcciones de errores mensuales y actualizaciones de estabilidad, y en la cuarta versión comenzaron a agregarse nuevas funciones. Con cada lanzamiento, se han seguido agregando nuevas funciones.

## Licencia
Cakewalk de BandLab tiene licencia gratuita mediante suscripción. Para descargar e instalar el paquete y los complementos (que incluyen el paquete Cakewalk Studio Instruments, Cakewalk Theme Editor y una versión de prueba de Celemony Melodyne), el usuario primero debe crear una cuenta en el sitio web de BandLab, luego descargar y ejecutar el instalador web o BandLab Assistant. Cualquiera de estos descargará e instalará Cakewalk de BandLab y los complementos opcionales. Luego de esto, la licencia deberá ser validada al menos una vez cada seis meses a través de una conexión a Internet o volverá a “modo demo” y se deshabilitará el guardado del proyecto hasta que pueda ser validado nuevamente. También es posible validar el producto fuera de línea mediante el uso de BandLab Assistant y un segundo sistema informático que está conectado a Internet.